# Tigriopus californicus
Tigriopus californicus är en kräftdjursart som först beskrevs av Baker 1912.  Tigriopus californicus ingår i släktet Tigriopus och familjen Harpacticidae. Inga underarter finns listade i Catalogue of Life.